# Cynotelopus notabilis
Cynotelopus notabilis är en mångfotingart som beskrevs av Jeekel 1986. Cynotelopus notabilis ingår i släktet Cynotelopus och familjen Zephroniidae. Inga underarter finns listade i Catalogue of Life.